# Anaplectoidea varia
Anaplectoidea varia är en kackerlacksart som beskrevs av Bei-Bienko 1958. Anaplectoidea varia ingår i släktet Anaplectoidea och familjen småkackerlackor. Inga underarter finns listade i Catalogue of Life.